# Motociklistična Velika nagrada Evrope
Motociklistična Velika nagrada Evrope je bila motociklistična dirka svetovnega prvenstva med sezonama 1991 in 1995 in v sezoni 2020.

## Zmagovalci
| Sezona | Dirkališče | 125 cm3/Moto3           | 250 cm3/Moto2           | 500 cm3MotoGP          | Poročilo |
| ------ | ---------- | ----------------------- | ----------------------- | ---------------------- | -------- |
| 1991   | Jarama     | Loris Capirossi (Honda) | Luca Cadalora (Honda)   | Wayne Rainey (Yamaha)  | Poročilo |
| 1992   | Barcelona  | Ezio Gianola (Honda)    | Luca Cadalora (Honda)   | Wayne Rainey (Yamaha)  | Poročilo |
| 1993   | Barcelona  | Nonoru Ueda (Honda)     | Max Biaggi (Honda)      | Wayne Rainey (Yamaha)  | Poročilo |
| 1994   | Barcelona  | Dirk Raudies (Honda)    | Max Biaggi (Aprilia)    | Luca Cadalora (Yamaha) | Poročilo |
| 1995   | Barcelona  | Haruchika Aoki (Honda)  | Max Biaggi (Aprilia)    | Álex Crivillé (Honda)  | Poročilo |
| 2020   | Valencia   | Raúl Fernández (KTM)    | Marco Bezzecchi (Kalex) | Joan Mir (Suzuki)      | Poročilo |